# Liberty Wind Turbine
L'aerogeneratore Liberty Wind Turbine, da 2,5 Megawatt è la maggiore turbina eolica che si costruisce negli Stati Uniti. La turbina venne sviluppata congiuntamente al Dipartimento dell'Energia degli Stati Uniti e il suo laboratorio National Renewable Energy Laboratory (sezione Clipper Windpower):
(Largest Wind Turbine Manufactured in U.S. Gets Energy Award )
La vendita della Liberty Wind Turbine è iniziata nel giugno del 2006 e attualmente si calcolano più di 5.600 MW (2.240 unità) di ordini confermati per consegne che l'hanno impegnata dal 2007 fino al 2009. Gli ordinativi sono saturi fino al 2011 .